# عائشة جيربر
عائشة جيربر (بالإنجليزية: Aisha Gerber)‏ هي لاعبة جمباز فني أمريكية، ولدت في 21 يونيو 1990.

## وصلات خارجية
- عائشة جيربر على موقع الاتحاد الدولي للجمباز (licence) (الإنجليزية)
- عائشة جيربر على موقع الاتحاد الدولي للجمباز (biography) (الإنجليزية)